# Lac Çıldır
Le lac Çıldır (en turc : Çıldır Gölü, en arménien : Ծովակ լիճ et en géorgien : ჩრდილი, ჩრდილის ტბა) est un lac de la province d'Ardahan en Turquie.